# Classic Lorient Agglomération 2024
De  22e editie Franse wielerwedstrijd de Classic Lorient Agglomération vond in 2024 bij de vrouwen op 24 augustus plaats, De wedstrijd was onderdeel van de vrouwen . Bij de vrouwen heette de wedstrijd officieel Classic Lorient Agglomération-Trophée CERATIZIT.
Titelverdedigster was Mischa Bredewold die haar titel wist te prolongeren. Ze was de eerste renster die dit bewerkstelligde na Marianne Vos, zij won in 2012 en 2013.

## Verslag
Start- en finishplaats van deze wedstrijd was Plouay, een gemeente dat onderdeel is van het departement Morbihan, en had een lengte van bijna 160 kilometer.
In een chaotische slotfase met renners verspreid in losse groepjes ging geruime tijd, voor zo'n veertig kilometer, Amber Kraak aan de leiding van de wedstrijd. Met nog vijf kilometer te gaan werd ze bijgehaald door de Duitse Liane Lippert die gevolgd werd door Chloé Dygert en Mischa Bredewold. De Nederlandse speelde het spel in de laatste paar honderd meters het slimste van het drietal en prolongeerde zodoende haar titel. Lotte Claes finishte als beste Belgische renster, zij kwam als 21e over de eindstreep.

## Uitslag
| Plaats  | Naam                | Ploeg                           | tijd     |
| ------- | ------------------- | ------------------------------- | -------- |
| Winnaar | Mischa Bredewold    | Team SD Worx-Protime            | 4u37'54" |
| 2       | Chloé Dygert        | Canyon//SRAM Racing             | z.t.     |
| 3       | Liane Lippert       | Movistar Team                   | + 3"     |
| 4       | Elisa Balsamo       | Lidl-Trek                       | + 9"     |
| 5       | Karlijn Swinkels    | UAE Team ADQ                    | z.t.     |
| 6       | Eleonora Gasparrini | UAE Team ADQ                    | z.t.     |
| 7       | Iurani Blanco       | Laboral Kutxa-Fundación Euskadi | z.t.     |
| 8       | Letizia Borghesi    | EF-Oatly-Cannondale             | z.t.     |
| 9       | Cédrine Kerbaol     | CERATIZIT-WNT Pro Cycling Team  | z.t.     |
| 10      | Nadia Quagliotto    | Laboral Kutxa-Fundación Euskadi | z.t.     |
|         |                     |                                 |          |
| 21      | Lotte Claes         | Arkéa-B&B Hotels                | z.t.     |

Bretagne Classic: 1931 · 1932 · 1933 · 1934 · 1935 · 1936 · 1937 · 1938 · 1939 - 1944 · 1945 · 1946 · 1947 · 1948 · 1949 · 1950 · 1951 · 1952 · 1953 · 1954 · 1955 · 1956 · 1957 · 1958 · 1959 · 1960 · 1961 · 1962 · 1963 · 1964 · 1965 · 1966 · 1967 · 1968 · 1969 · 1970 · 1971 · 1972 · 1973 · 1974 · 1975 · 1976 · 1977 · 1978 · 1979 · 1980 · 1981 · 1982 · 1983 · 1984 · 1985 · 1986 · 1987 · 1988 · 1989 · 1990 · 1991 · 1992 · 1993 · 1994 · 1995 · 1996 · 1997 · 1998 · 1999 · 2000 · 2001 · 2002 · 2003 · 2004 · 2005 · 2006 · 2007 · 2008 · 2009 · 2010 · 2011 · 2012 · 2013 · 2014 · 2015 · 2016 · 2017 · 2018 · 2019 · 2020 · 2021 · 2022 · 2023 · 2024
Classic Lorient Agglomération: 1999 · 2000 · 2001 · 2002 · 2003 · 2004 · 2005 · 2006 · 2007 · 2008 · 2009 · 2010 · 2011 · 2012 · 2013 · 2014 · 2015 · 2016 · 2017 · 2018 · 2019 · 2020 · 2021 · 2022 · 2023 · 2024
Tour Down Under ·
Cadel Evans Great Ocean Road Race ·
Ronde van de Verenigde Arabische Emiraten ·
Omloop Het Nieuwsblad ·
Strade Bianche ·
Ronde van Drenthe ·
Trofeo Alfredo Binda-Comune di Cittiglio ·
Brugge-De Panne ·
Gent-Wevelgem ·
Ronde van Vlaanderen ·
Parijs-Roubaix ·
Amstel Gold Race ·
Waalse Pijl ·
Luik-Bastenaken-Luik ·
Ronde van Spanje ·
Ronde van het Baskenland ·
Ronde van Burgos ·
RideLondon Classic ·
Ronde van Groot-Brittannië ·
Ronde van Zwitserland ·
Ronde van Italië ·
Ronde van Frankrijk ·
GP de Plouay-Bretagne ·
Ronde van Romandië ·
Simac Ladies Tour ·
Ronde van Chongming ·
Ronde van Guangxi
Afgelaste wedstrijden: Ronde van Scandinavië